# 藤原説孝
藤原 説孝（ふじわら の ときたか）は、平安時代中期の貴族。藤原北家勧修寺流、権中納言・藤原為輔の次男。官位は正四位下・播磨守。

## 経歴
円融朝で蔵人右衛門尉を務め、天延2年（974年）従五位下に叙爵する。
のち、若狭守・外記を経て、一条朝の長徳元年（995年）右少弁・藤原為任を越えて、左少弁に任ぜられる。翌長徳2年（996年）右中弁に昇進し、長徳4年（998年）蔵人頭兼左中弁・藤原行成が重病に伏して勤務不能となった際、行成に推挙されて五位蔵人に補せられた。またこの頃、検非違使佐も兼ねて三事兼帯の栄誉にも浴したという。
長徳5年（999年）従四位下に叙せられて蔵人を去るが、引き続き弁官を務めて長保3年（1001年）左中弁、長保5年（1003年）正四位下と昇進を続けた。一方で、地方官として摂津守を兼ねるが、住吉神社との間で紛争があったらしく、長保6年（1004年）説孝が参内しようとしたところを、説孝を訴えるために上京して陽明門に集まった住吉神社の神人に見つかって、追いかけ回される事件が発生している。
寛弘2年（1005年）右大弁、寛弘6年（1009年）左大弁と弁官の筆頭にまで昇るが、そこで昇進が止まってしまい、寛弘5年（1008年）下僚である左中弁・源道方が正四位上に叙せられて、正四位下に留まっていた説孝と位階が逆転してしまった。さらに、寛弘8年（1011年）参議への任官人事において、大弁の経歴が6年にも及んでいた左大弁の説孝は三条天皇の意向で参議になれず、そのために正四位上・蔵人頭兼右大弁の源道方ではなく、大弁を帯びた頭弁がいる場合にもう一方の蔵人頭が越えて参議になれない慣例を破って位階も低い従四位下・蔵人頭兼修理大夫の藤原通任が参議に昇任される事態が起こっている。
寛弘9年（1012年）説孝はついに参議昇進を断念したらしく、大弁の労8年をもって播磨守を希望して任ぜられ、地方官に転じる。その後、長和4年（1015年）まで播磨守を務めた。

## 官歴
注記のないものは『弁官補任』による。
- 天延2年（974年） 4月12日：見蔵人右衛門尉[5]。11月18日：従五位下（朔旦）?[6]
- 時期不詳：若狭守[7]
- 正暦5年（994年） 8月28日：見外記[8]。9月8日：左少弁[8]
- 長徳2年（996年） 8月?：右中弁
- 時期不詳：正五位下[6]。検非違使佐[9]
- 長徳4年（998年） 7月14日：五位蔵人[8]。9月24日：禁色[8]。10月23日：権左中弁
- 長徳5年（999年） 正月7日：従四位下[6]
- 長保3年（1001年） 8月?：左中弁
- 長保5年（1003年） 3月26日：正四位下[8]
- 長保6年（1004年） 2月26日：見兼摂津守[10]
- 寛弘2年（1005年） 6月19日：右大弁
- 寛弘6年（1009年） 3月4日：左大弁
- 寛弘7年（1010年） 日付不詳：見兼大和権守
- 寛弘9年（1012年） 8月11日：播磨守、辞左大弁[10]
- 長和4年（1015年） 11月16日：見播磨守[11]

## 系譜
『尊卑分脈』による。
- 父：藤原為輔
- 母：藤原守義の娘
- 妻：藤原守仁の娘
  - 男子：藤原尚之
- 妻：源明子（源信明の娘）
  - 男子：藤原頼明（?-1027）
- 妻：藤原元尹の娘
  - 男子：藤原定輔
- 妻：生母不詳の子女
  - 男子：藤原定通